# Вальдштеттен
Вальдштеттен (нім. Waldstetten) — громада в Німеччині, знаходиться в землі Баден-Вюртемберг. Підпорядковується адміністративному округу Штутгарт. Входить до складу району Східний Альб.
Площа — 20,95 км2. Населення становить 7093 ос. (станом на 31 грудня 2020).